# Cléopatre Darleux
Cleopâtre Darleux (Mulhouse, 1 juli 1989) is een handbalspeler die behoort tot het Franse nationale handbalteam .

## Carrière
Darleux begon met handballen bij US Wittenheim/Ensisheim en speelde daarna bij HBC Kingersheim. Vanaf 2005 speelde de doelvrouw voor ES Besançon, dat in de Franse eerste divisie speelde. In 2006 stapte ze over naar de Franse eredivisionist Issy-les-Moulineaux Handball, waarvoor ze drie seizoenen speelde. In 2009 stapte ze over naar competitierivaal Metz Handball. Na het winnen van de Franse beker en de League Cup in haar debuutseizoen bij Metz, won ze het seizoen daarna de competitie en de Franse beker.
Darleux kwam in de zomer van 2011 bij Arvor 29. In het voorseizoen had zich een abces gevormd op het hoornvlies van haar rechteroog, waardoor ze bijna blind was. Sindsdien is haar gezichtsvermogen verminderd, maar ze mag geen contactlenzen dragen. Hierdoor droeg ze destijds een sportbril bij wedstrijden. In het seizoen 2011/12 won ze met Brest het kampioenschap en de League Cup. In zomer van 2012 maakt ze de overstap naar de Deense topclub Viborg HK, waar ze 2 seizoenen speelde. In het seizoen 2013/14 won ze de competitie, de Deense beker en de EHF Cup Winners' Cup. In de zomer van 2014 keerde ze terug in de Franse competitie bij OGC Nice. Ze staat sinds het seizoen 2016/17 onder contract bij Brest Bretagne Handball. Tussen april 2019 en februari 2020 pauzeerde zij wegens zwangerschap
Darleux maakte op 14 oktober 2008 haar debuut voor het Franse nationale team in een wedstrijd tegen Hongarije. Ze zat bij de Franse selectie voor de Olympische Spelen van 2012, waar Frankrijk vijfde werd. In 2017 won ze de wereldtitel. Op de WK's van 2009 en 2011 behaalde ze zilver evenals op het EK van 2020. Verder vertegenwoordigde ze Frankrijk op het WK van 2013 en op de Europese kampioenschappen van 2008, 2010, en 2012.
Bij de Olympische Spelen in Tokio veroverde ze de gouden medaille met de Franse ploeg. Darleux had een reddingspercentage van 33% tijdens dat toernooi. Later dat jaar won ze ook nog de zilveren medaille bij de wereldkampioenschappen. Bij de Europese kampioenschappen van 2022 greep het Franse team net naast de prijzen, maar Darleux werd wel gekozen in het all-star-team.